# Alhambra
L'Alhambra, un complesso palaziale andaluso a Granada. Etimologicamente, Alhambra in arabo è "al-Ḥamrā’" (la Rossa, Arabo الحمراء), dal momento che il suo nome intero era Qalʿat al-ḥamrā’ʾ (Cittadella rossa).
Secondo alcune versioni il nome veniva dal colore rosato delle mura che circondavano l'Alhambra. L'Alhambra è una vera città murata (medina) che occupa la maggior parte del colle della Sabika, mentre per parte sua Granada fruiva di un altro sistema di mura protettive di cinta. Pertanto l'Alhambra poteva funzionare in modo autonomo rispetto a Granada. Nell'Alhambra vi erano tutti i servizi propri necessari agli abitanti che vi vivevano: moschee, scuole, botteghe e altro.
Nel 1238 fece il suo ingresso a Granada dalla Porta di Elvira, per occupare il Palazzo del Gallo del Vento, Muḥammad ibn Naṣr (noto anche come Naẓar), chiamato al-Ḥamar, "Il Rosso", perché aveva la barba di colore rossiccio, fondatore della dinastia nasride del Sultanato di Granada.
Quando Muḥammad ibn Naṣr entrò trionfatore a Granada, la popolazione lo accolse al grido di Benvenuto al vincitore per la grazia di Dio (marhaban li-l-Nāṣir), al quale egli rispose dicendo: Non v'è altro vincitore se non Dio (wa lā ghālib illā Allāh). Questo è il motto dello stemma nasride ed è scritto in tutta l'Alhambra. Muḥammad ibn Naṣr fece edificare il primo nucleo del palazzo. Suo figlio Muhammad II, che fu amico di Alfonso X di Castiglia, lo fortificò. Nel 1492, con la conquista di Granada da parte dei Re Cattolici, l'Alhambra passò ad essere palazzo reale dei re di Spagna e questo salvò il complesso dalla distruzione patita invece da tanti altri monumenti islamici a seguito della Reconquista.
Lo stile granadino nell'Alhambra rappresenta il punto supremo raggiunto dall'arte andalusa, che non si realizzò fino alla metà del secolo XIV con Yusuf I e Muhammad V nel 1333 e 1354. Il Comitato del patrimonio mondiale dell'UNESCO ha dichiarato l'Alhambra e il Generalife di Granada Patrimonio Culturale dell'Umanità nella sua sessione del giorno 2 novembre 1984. È stata indicata tra i 21 candidati finalisti per essere indicata come una delle sette meraviglie del mondo moderno. Il complesso copre più di 100.000 m² di superficie.

## Descrizione degli edifici

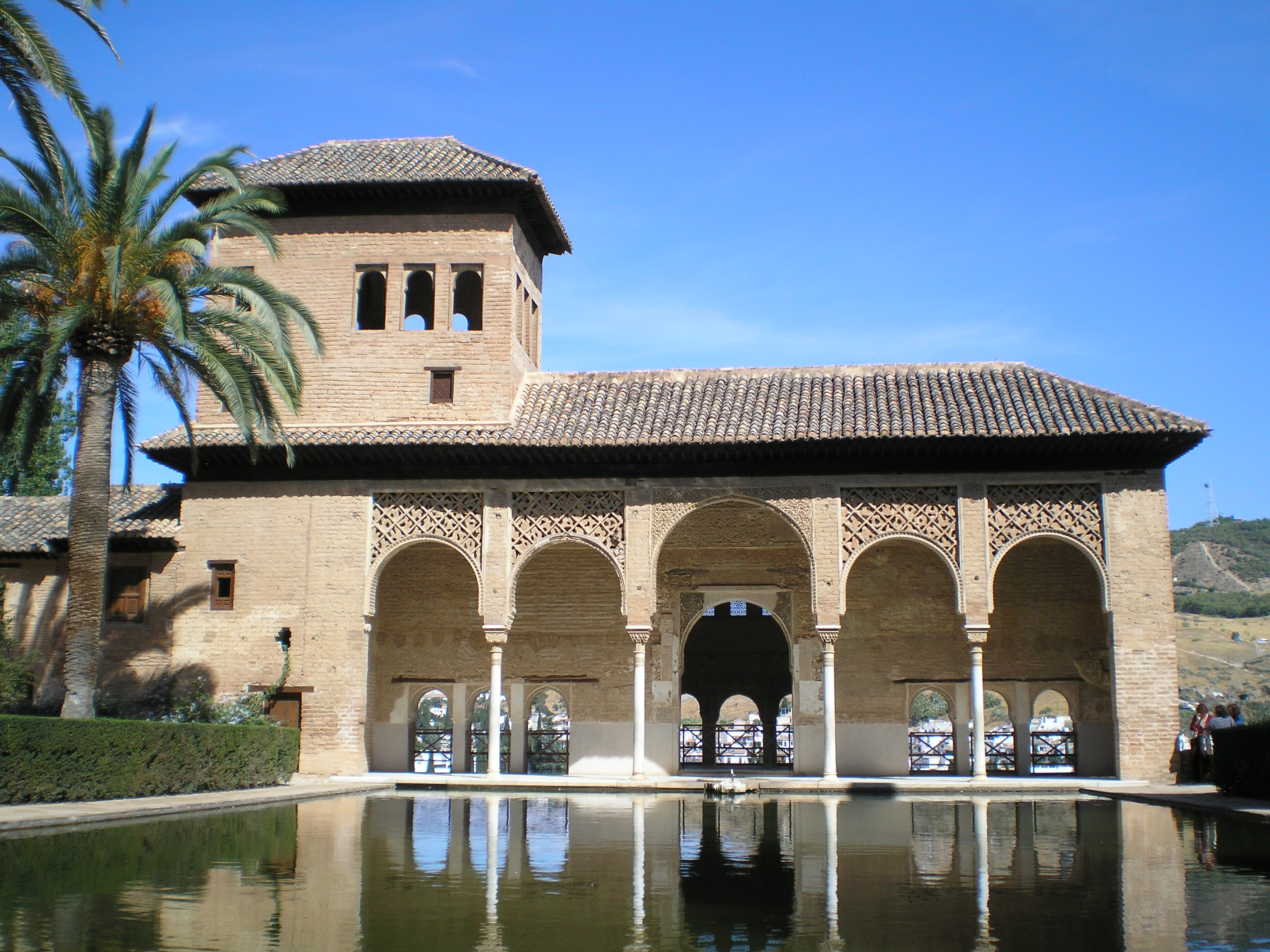
Il Partal

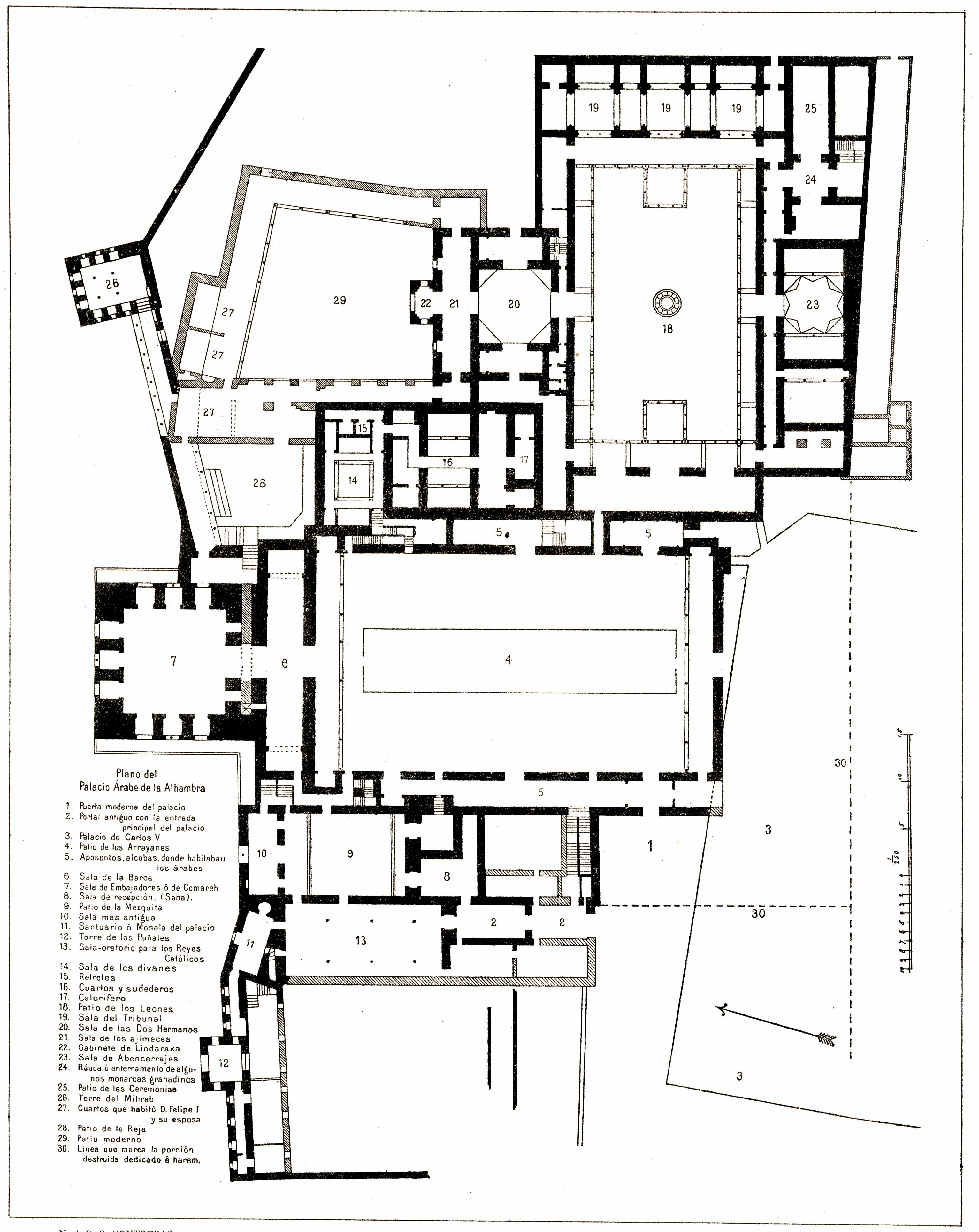
Plan of the Palacio Arabe 1889

### Alameda
Si oltrepassa la puerta de las Granadas, arco trionfale eretto nel 1536 per Carlo V, e si entra in questo vallone alberato percorso da tre strade: la cuesta de las Cruces sale alla torre Bermejas del XIII secolo; il viale centrale, paseo de la Alhambra, attraversa tutta l'Alameda, mentre il pedonale cuesta Empedrada, a sinistra, porta davanti al pilar de Carlos V, fontana del 1545 disegnata da Pedro Machuca.
Di fronte sta la puerta de la Justicia, ingresso dell'Alhambra: il tipico arco arabo è inserito in un grosso torrione quadrato, costruito da Yusuf I nel 1348. Vi è scolpita una khamsa (mano di Fatima), cioè una mano aperta, simbolo dei cinque precetti dell'Islam: preghiera, digiuno, carità, pellegrinaggio a La Mecca e unicità di dio nel cui nome ogni venerdì i califfi o i loro funzionari uscivano per emettere sentenze.
Sull'arco interno è invece scolpita una chiave che simboleggia Allah, "colui che apre le porte del paradiso". Superata la porta si entra nella plaza de los Aljibes, così chiamata per le cisterne costruite nel sottosuolo nel XVI secolo. Sulla destra sta l'isolata puerta del Vino, che ricorda l'imposta sul bene pagata dai sudditi cristiani ai sovrani musulmani.

### Alcazaba
La Alcazaba (dall'arabo al-Qaṣaba, o al-Qaṣba) era la zona militare, centro di difesa e sorveglianza dell'Alhambra e rappresenta la parte più antica del complesso. I primi edifici arabi realizzati risalgono all'XI secolo e alcuni degli elementi più importanti e interessanti sono:
- Il Jardín de los Adarves, un giardino realizzato quando l'Alcazaba perse il suo ruolo di fortezza militare e dal quale si può godere di un bel panorama.
- La Torre della Vela (cioè della veglia), la torre di difesa più grande del complesso militare e dalla quale si può vedere la città, il Sacromonte e l'Albaicín.
- La Torre del Homenaje.
- La Torre Quebrada
- La Torre Adarguero

### Palazzi nasridi
Rappresentano un complesso di palazzi costituito dal Palacio de Comares e dal Palacio de los Leones. Vennero costruiti nei primi 30 anni del XIV secolo e avevano funzioni sia amministrative che private, oltre ad essere sede della corte. Scendendo la scala di accesso, si trovano le seguenti stanze:

#### Mexuar
È la sala più antica ed era destinata alle udienze e all'amministrazione della giustizia nei casi importanti. Ospitava una stanza sopraelevata, chiusa da gelosie da cui il sultano poteva ascoltare senza essere visto. Non c'erano finestre laterali e aveva un tetto scoperchiato nella sua parte centrale. In fondo c'è una piccola abitazione, che serviva da sala di preghiera, dalla quale si scorge l'Albayzín. Nei tempi cristiani, la sala venne utilizzata come cappella.

#### Patio del Mexuar o del Cuarto Dorado
Non si conosce con certezza l'utilizzo in epoca araba, ma si sa che venne adattata ad abitazione della regina Isabella del Portogallo durante la sua permanenza all'Alhambra. È l'entrata ufficiale del palazzo e presenza una stanza decorata con pitture gotiche e scudi ed emblemi dei Re Cattolici.

#### Patio de la Alberca o de los Arrayanes

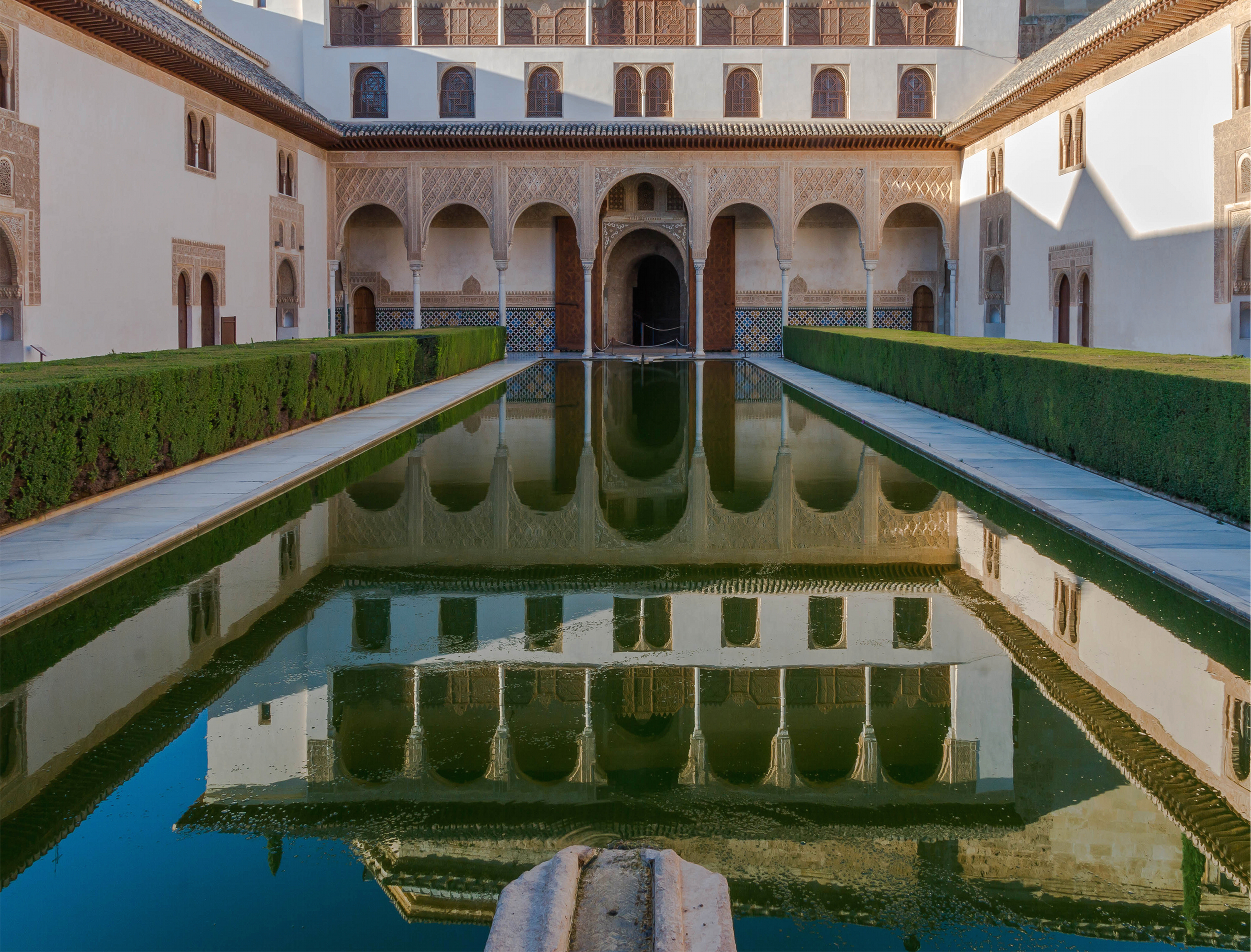
Il Patio de los Arrayanes.

O anche Patio dei mirti è il recinto centrale del Salone de Comares. I mirti (in spagnolo arrayane(s), dall'arabo al-rayḥān) sono piantati su entrambi i lati della vasca, che occupa gran parte del patio, e nella quale si riflette l'imponente Torre de Comares.

#### Sala de la Barca
Sul lato corto del patio de los Arrayanes una galleria conduce alla Sala de la Barca che funge da anticamera al salone del trono (o salón de Comares) e che veniva usato come sala di ricevimento e oratorio. Sul fregio inferiore si può notare la parola Baraka (in arabo ﺑﺮﻜـة‎?) che significa "benedizione".

#### Salón de Comares o de los Embajadores

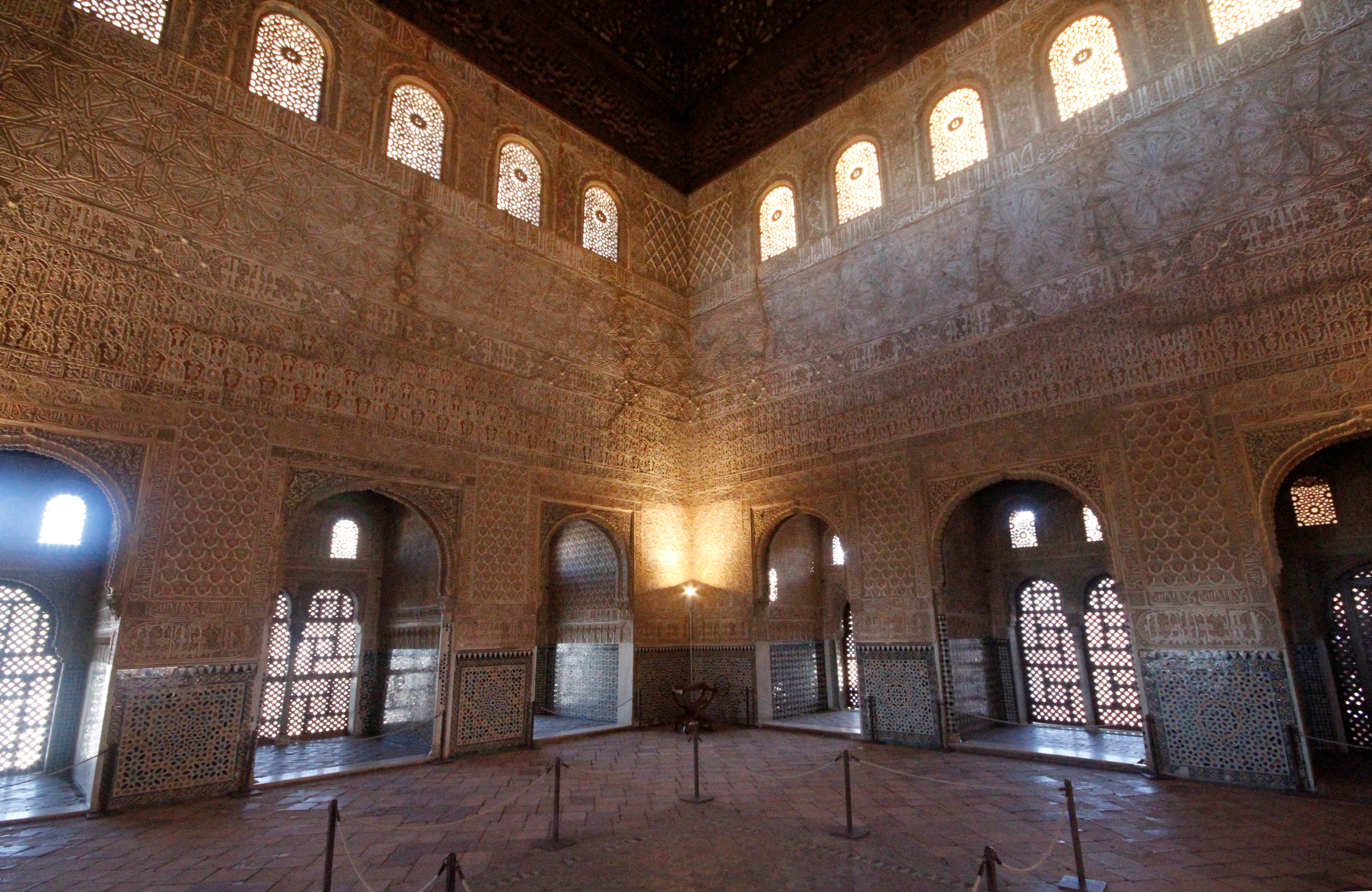
Il Salón de los Embajadores

È la sala più grande ed alta del palazzo ed era destinata alle udienze private del sultano con gli ambasciatori. Ai lati ci sono 9 camere e finestre chiuse anticamente da ante di legno e vetrate colorate chiamate cumarias (da qui il nome Comares). Le pareti interne sono decorate in stucco con motivi di conchiglie, fiori, stelle e scritte. Il salone centrale è decorato con rilievi dorati su sfondo chiaro. Lo zoccolo inferiore è decorato con alicatados, le tipiche piastrelle di maiolica spagnole. Il suolo originale era di ceramica vetrata, di color bianco e azzurro con scudi della casata e motivi ornamentali. Il tetto è una rappresentazione dell'Universo, probabilmente una delle migliori del Medioevo, ed è realizzato in legno di cedro, con intarsi di differenti colori che formano stelle sovrapposte a differenti livelli. Nel punto più in alto, al centro, c'è uno Scranno (Arabo عرش, ʿirsh) sul quale è assiso Dio (Allah) secondo quanto viene detto dal Corano.
A partire da questo punto vanno a ripetersi le figure geometriche che dividono il tetto in sette parti, che rappresentano il numero dei cieli al di sopra del mondo terreno. Tra i cieli spicca il Trono (Arabo كرس, kurs), che è il simbolo della creazione eterna. Questo uso simbolico della cosmologia coranica, con tante allusioni allo Scranno, al Trono e al Re che si siede sopra di esso, è la chiara intenzione di legittimare il sovrano come rappresentante (Khalīfa, da cui proviene la parola Califfo) di Dio in Terra. Questa tesi era comprovata dal fatto che la stanza fosse effettivamente la sala del trono, che era situato nel centro, in corrispondenza dello scranno divino raffigurato sul soffitto.
La simbologia della sala non finisce qui: le quattro diagonali del tetto rappresentano i quattro fiumi del Paradiso e l'Albero del Mondo (o Axis Mundi) che, avendo le sue radici nello scranno divino, espande i suoi rami in tutto l'Universo. Le 9 salette, tre per ognuno dei tre lati, più altre 3 omesse per lasciare spazio alla Sala della Baraka (della Benedizione), sono un riferimento alle dodici case zodiacali. Le pareti sono decorate, inoltre, con versi coranici e poemi scolpiti in gesso. La saletta centrale era per il sultano Yūsuf I, colui che realizzò il Palacio de Comares. Gli interni erano riscaldati d'inverno tramite bracieri ed erano illuminati con lampade ad olio. Uscendo di nuovo nel Patio de los Arrayanes, sul lato destro del cortile un piccolo arco fa da ingresso alla zona privata del monarca: l'harem (Harem significa "luogo riservato").

#### Sala de los mocárabes (mozarabi)

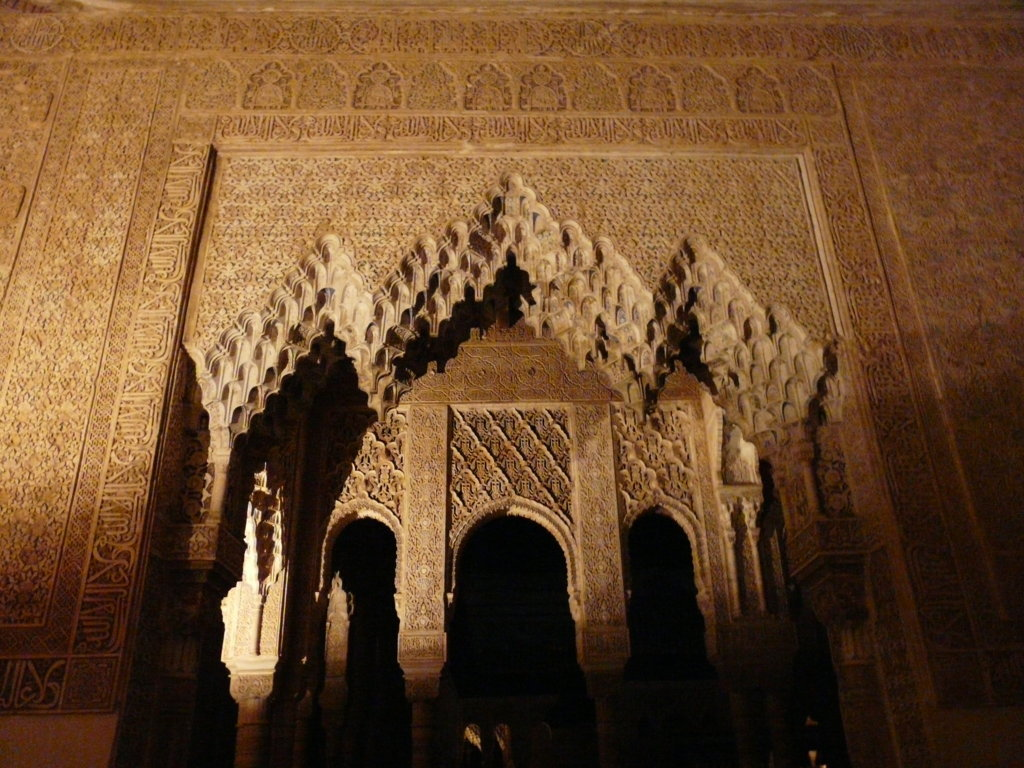
La Sala de los mocárabes.

La sala permette l'accesso al Palacio de los Leones e trae il nome dalla volta interna che è decorata da muqarnas, una particolare decorazione tipica dell'architettura islamica con una forma simile alle stalattiti. Quella che vediamo oggi è stata restaurata nel XVII secolo. I muri interni, lavorati in gesso, sono incisi con delle iscrizioni religiose e stemmi della dinastia Nasridi. Una serie di arcate con muqarnas fanno strada verso il:

#### Patio de los Leones

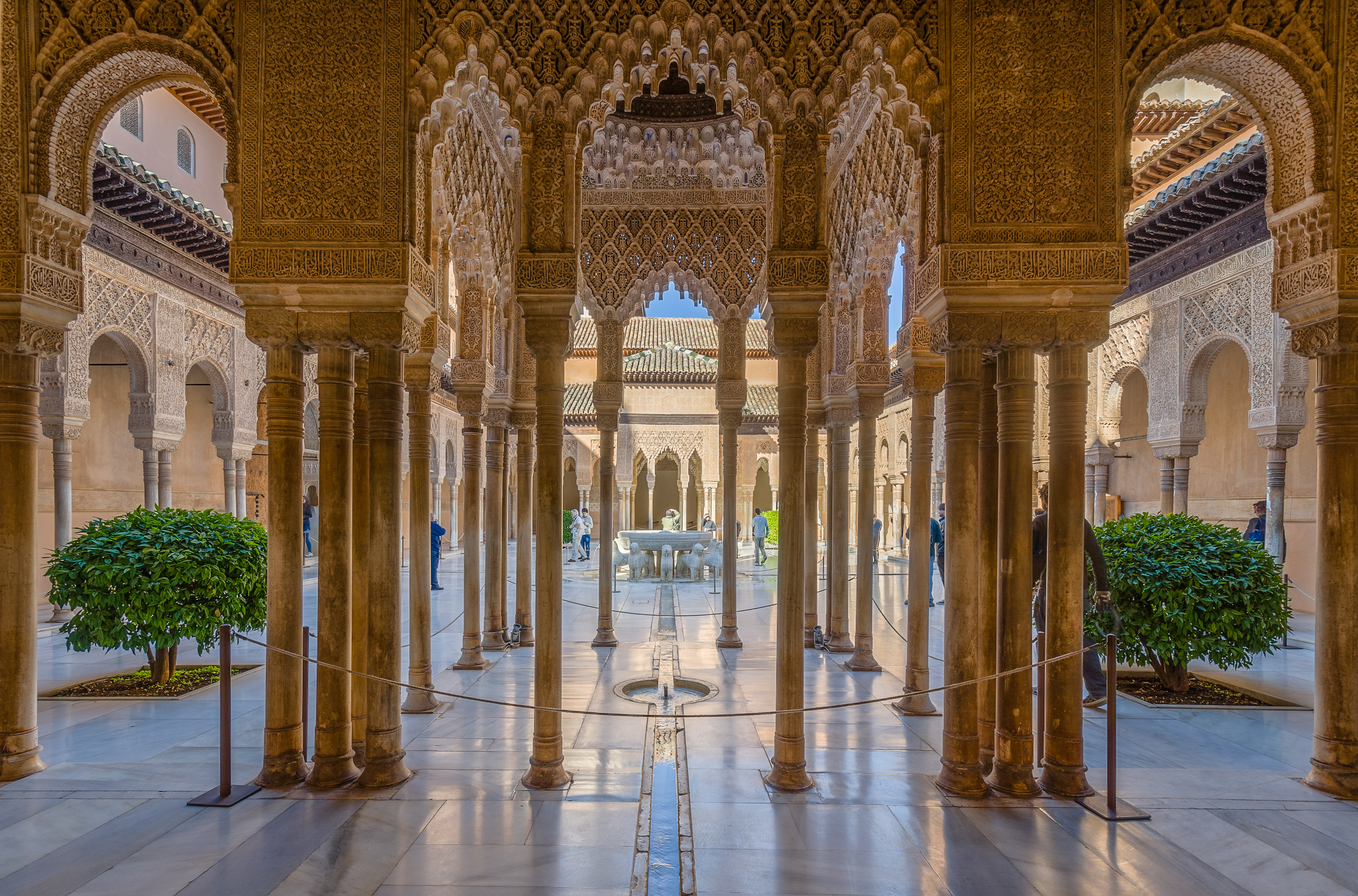
Il Patio de los Leones.

Datato 1377, venne realizzata da Muhammad V, il figlio di Yūsuf I. La pianta è rettangolare, il cortile interno è circondato da un portico con 124 colonne di marmo bianco di Almería, dal fusto sottile e dal capitello cubico intarsiato da iscrizioni. Intorno alle sale private del Sultano e delle sue spose, non hanno finestre che danno all'esterno, ma sono aperte al giardino interno come vuole l'idea musulmana del Paradiso. Tra le colonne venivano calate delle tende che lasciavano passare la luce. Le placche grigie di piombo sono ammortizzatori per i terremoti. I due templi ai lati opposti del giardino riecheggiano le tende dei beduini. Sono a pianta quadrate, decorati con cupole di legno che appoggiano su pennacchi di muqarnas. La grondaia è un inserimento del XIX secolo.

#### Fuente de los Leones

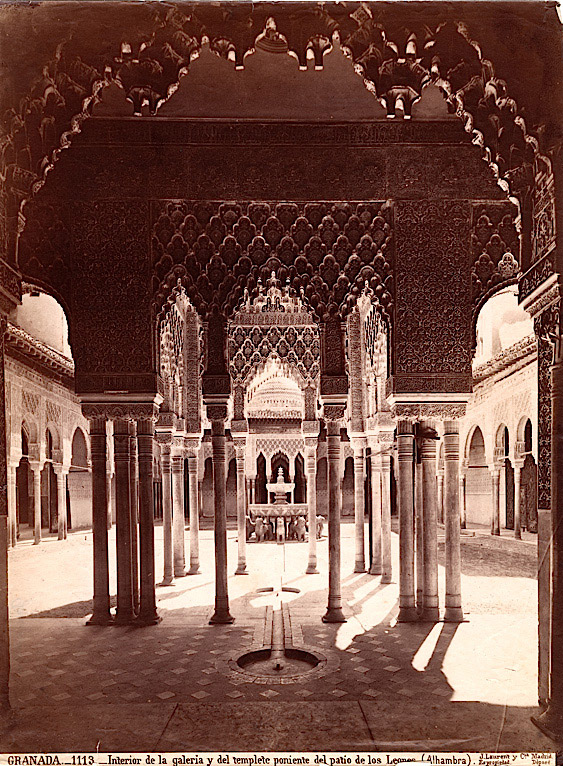
Patio de los Leones, Alhambra, da Juan Laurent, 1871, Department of Image Collections, National Gallery of Art Library, Washington, DC

Gli ultimi studi fatti dicono che i leoni di questa fontana provengono dalla casa del visir ebreo Samuel Ben Nagrela, che li regalò al Sultano. I leoni sono dell'XI secolo e rappresentano le Dodici tribù di Israele. Due dei leoni, che hanno inciso un triangolo sulla fronte, indicano le tribù elette: quella di Giuda e quella di Levi. Sul perimetro della vasca sono iscritti i versi del ministro e poeta Ibn Zamrāk che descrivono la fontana stessa: "(...) A tal trasparente vascone, perla intarsiata, / per gli orli da perle decorati, / va tra le margherite l'argento, /fluido, anch'esso bianco e puro / tanto è duro com'è in apparenza fluente / che è difficile sapere quale di essi fluisca veramente (...)"

#### Sala de los Abencerrajes

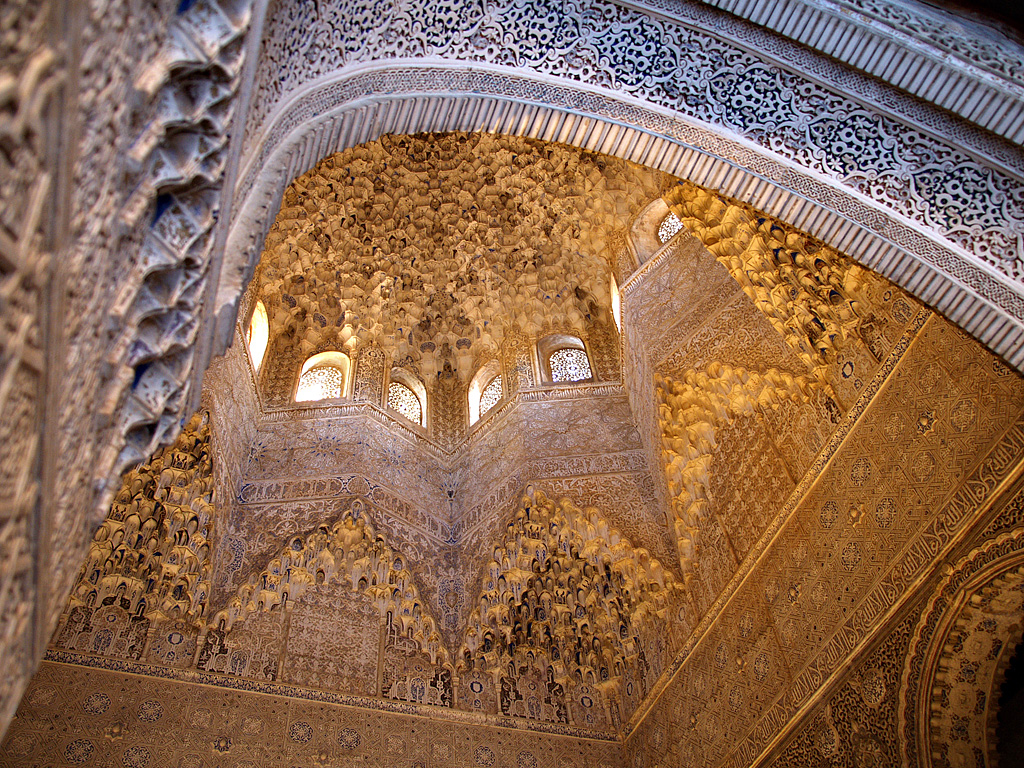
La Sala de los Abencerrajes (Banū al-Sarrāj).

Questa sala, priva di finestre che danno all'esterno, era la stanza privata del Sultano. I muri sono riccamente decorati: lo stucco e i colori sono originali. Le piastrelle sulle pareti sono di fabbrica sivigliana, del XVI secolo e rappresentano lo zodiaco. La cupola è decorata con muqarnas; al centro del pavimento una piccola fontana serviva per riflettere le decorazioni della cupola anche sul suolo. A seconda delle ore della giornate la luce che penetrava all'interno della sala dava una colorazione sempre differente, incantevole e magica.

#### Sala de los Reyes

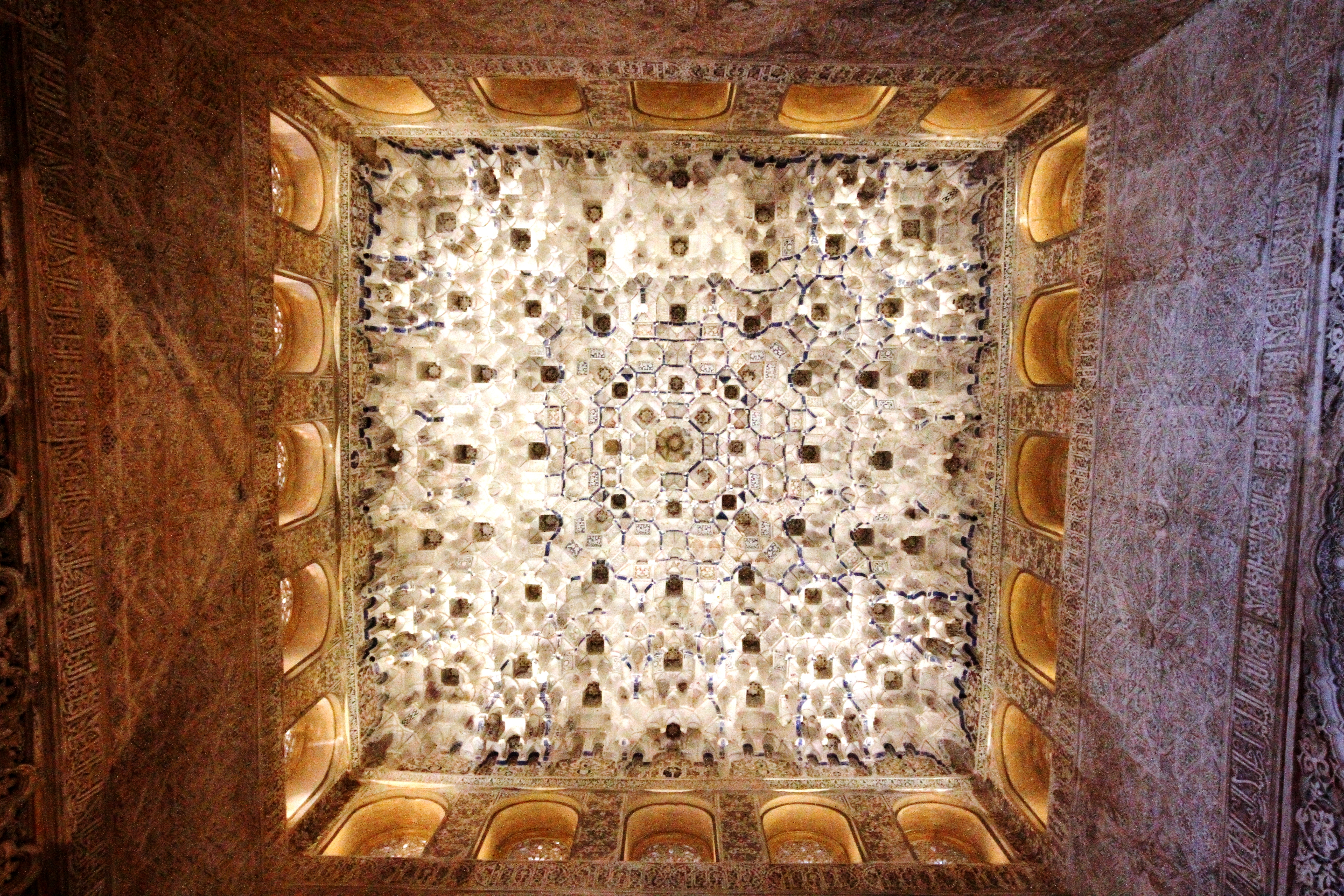
La Sala de los Reyes.

La "Sala dei Re", occupa tutto il lato orientale del cortile, è chiamata così per le pitture che decorano la volta dell'appartamento centrale. È la sala più grande dell'Harem, divisa in 3 stanze uguali e due più piccole che potevano servire da armadi, per via della loro posizione e della carenza di illuminazione.

Probabilmente questo luogo era destinato alle feste di famiglia. Nella volta centrale, i dipinti rappresentano i primi 10 sovrani di Granada, dalla fondazione del sultanato, quello con la barba rossa si presuppone che sia Muhammad ibn Nasr, conosciuto come al-Ḥamar (il Rosso), fondatore della dinastia dei Nasridi. Sulle volte laterali delle decorazioni raffigurano cavalieri e dame, realizzate alla fine del XIV secolo: durante il suo regno, Pietro I di Castiglia chiese aiuto al Sultano di Granada per restaurare il suo castello (l'Alcázar di Siviglia), questo portò ad un vero e proprio interscambio artistico tra i due regni. Le decorazioni pittoriche sono realizzate con una tecnica molto complessa:
1. L'armatura della volta era una ellisse fatta di legno ben spazzolato per rendere la superficie porosa.
2. Sopra la superficie concava si stendeva del cuoio bagnato con colla ed acqua e successivamente inchiodato con piccoli chiodi di stagno, per evitare l'ossidazione.
3. Sopra al cuoio veniva stesa una mano di gesso, delle canne ed infine 2 cm di colla tostata e dipinta di rosso. Sopra questa superficie preparata si disegnava con un punteruolo.

#### Sala de las Dos Hermanas

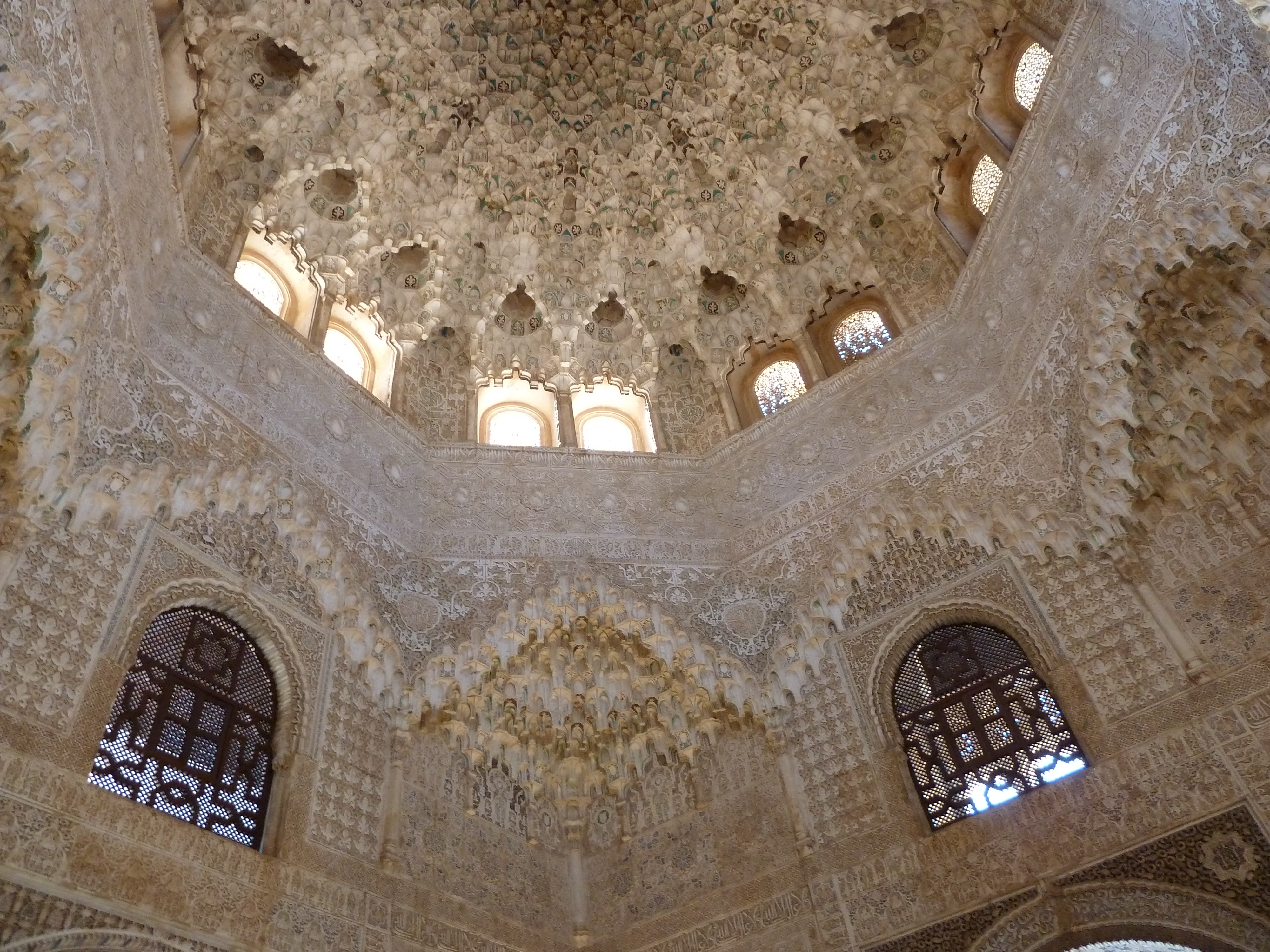
La Sala de las Dos Hermanas.

La "Sala delle Due Sorelle" si trova sul lato opposto alla Sala de los Abencerrajes. Si passa attraverso una porta di legno intarsiato, una delle più belle del palazzo. Le due sorelle sono le 2 lastre di marmo bianco poggiate sul suolo ai lati della fontana centrale, uguali per dimensione, colore e peso. Sono le più grandi dell'Alhambra. La sala ha un balcone che dà sulla città ed ha una comunicazione diretta con i bagni. Anche questo luogo come tutto il resto della Alhambra, ha dei poemi scritti lungo le pareti. In questa sala ne troviamo uno che dice: "Senza pari, c'è una raggiante cupola in essa / con incanto evidente e nascosto" (...) "Mai vedemmo un giardino tanto verde, / Come nella più dolce e aromatica raccolta". In ogni appartamento dell'harem ci sono 2 piccole porte: una conduce all'altro harem, l'altra è il bagno. Non ci sono cucine dal momento che si utilizzavano i bracieri sul posto oppure si cucinava all'aperto. In fondo sala c'è il Balcone di Lin-dar-Aixa, dava sulla valle del fiume Darro e si vedeva la città in lontananza. Nel balcone possiamo leggere un'altra poesia: "Io sono di questo giardino l'occhio fresco" (...) "In me, si vede Granada, dal suo trono".

### Stanze dell'Imperatore

#### Cuarto del Emperador
L'appartamento dell'Imperatore", venne costruito perché Carlo V potesse vivere qui durante la sua permanenza a Granada, nel suo viaggio di nozze. C'è una lastra di marmo in memoria dello scrittore Washington Irving, che qui visse e scrisse i suoi Racconti dell'Alhambra, nel 1829.

### El Peinador de la Reina
"La toeletta della Regina" è una torre araba che inizialmente si chiamava Abū l-Ḥajjāj, usata dal Sultano per le feste. Cambiò il nome dopo che qui risiedette Isabella di Castiglia.

### Patio de la reja o de los Cipreses
È un cortile costruito ai tempi di Carlo V.

### I Bagni
Il gioiello della casa araba. Il bagno per i musulmani è uno strumento essenziale nella loro vita religiosa quotidiana, a causa dei lavacri che devono precedere la Ṣalāt. La struttura è una copia delle antiche terme romane ed è suddivisa in 3 sale:
- Spogliatoio: sala dei letti per il riposo. Qui ci si denudava, successivamente si passava al bagno ed in seguito si tornava qui per riposarsi. A volte si portavano sul posto anche cibarie. Nella galleria in alto suonavano musici e cantori.
- Sala dei massaggi, suddivisa in due gallerie con archi.
- Sala del vapore, la più piccola. Le volte sono aperte con lucernari a forma di stella che una volta erano coperti da cristalli colorati, ma non in maniera ermetica, in modo tale che il vapore potesse uscire e allo stesso tempo potesse entrare l'aria a rinfrescare l'ambiente.

### Il Palazzo di Carlo V

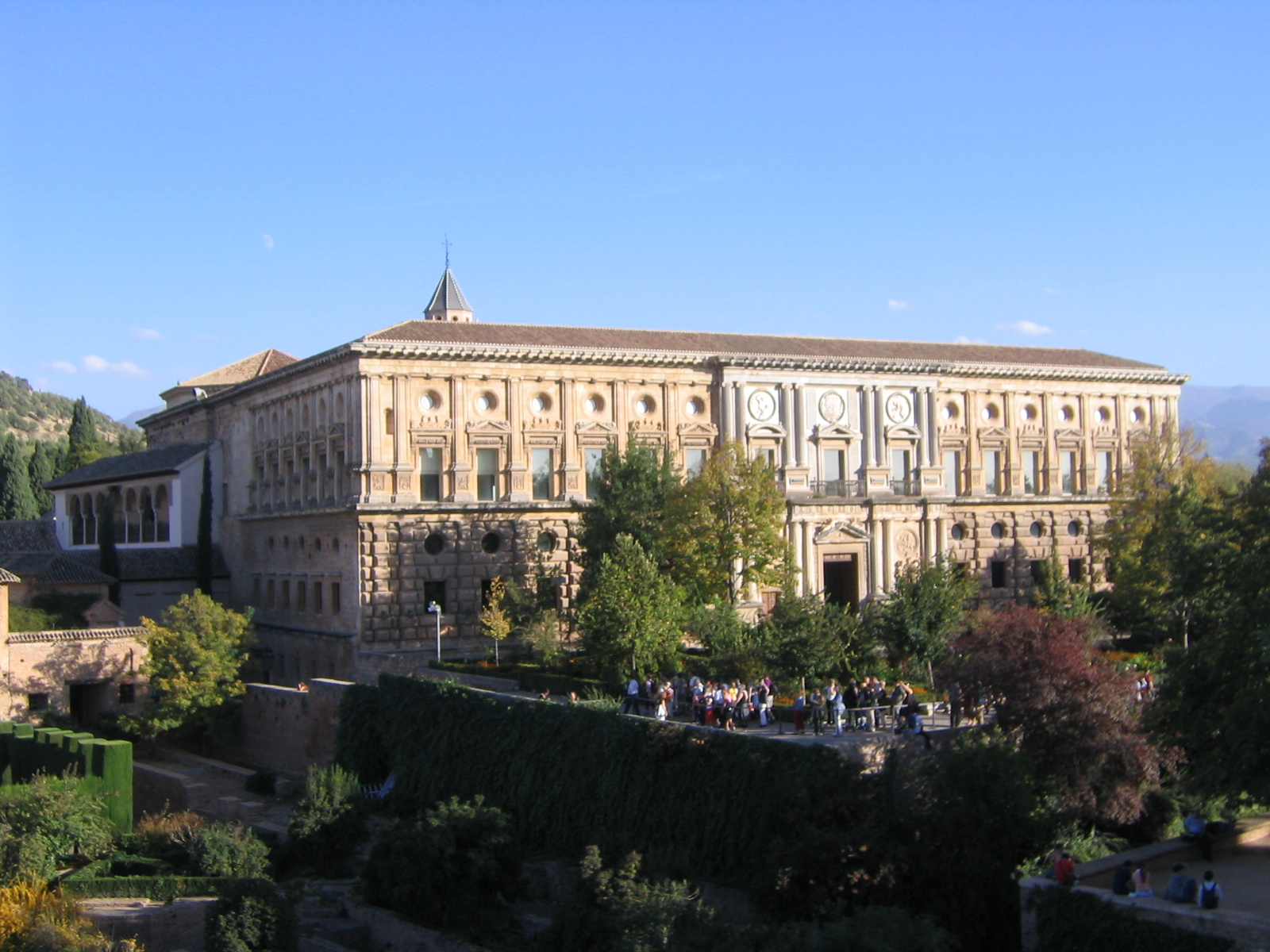
Il Palazzo di Carlo V.

La residenza dell'imperatore Carlo V.

### Il convento di San Francesco
La struttura è di proprietà dello Stato spagnolo che ne ha fatto la sede del Parador de Granada, un albergo di lusso gestito direttamente dallo Stato e che, come tutti gli altri paradores de turismo, si trova solitamente in palazzi di grande valore storico. In origine l'edificio era una casa nobiliare del periodo arabo, che venne in seguito donata ai Francescani che la trasformarono nel primo convento cristiano di Granada.

### Secano o Alhambra alta
Sono ancora in corso scavi che stanno portando alla luce il Secano: quartiere popolare degli antichi abitanti musulmani di Granada. In esso sopravvivono le rovine di un palazzo nobiliare (degli Abencerrajes).

### Torre de los Siete Suelos
Dei sette pavimenti se ne sono ritrovati solamente 4 (sono tutti sotto il suolo). Questa torre è famosa soprattutto perché al suo interno si svolgono alcune avventure dei Racconti dell'Alhambra, di Washington Irving.

### Torre de la Cautiva
È una sontuosa costruzione del periodo di Yūsuf I. Dalle poesie sulle pareti si legge: "Nel suo zoccolo, fatto di piastrelle (Azulejo),/ e nel suolo, ci sono prodigiosi tesori".

### Torre de las Infantas
Costruita nel 1445, è la meglio conservata di tutte le torri. Buon esempio dello stile di vita degli abitanti di al-Andalus, con tutte le loro comodità. È una piccola casa con banchi all'entrata per gli eunuchi, cortile interno circondato da alcove, fonte al centro; il piano superiore era riservato alle donne. In alto la terrazza, il tetto finemente decorato crollò durante un terremoto. Fu la residenza delle sorelle Zaida e Zoraida.

## L'Alhambra nella cultura di massa
Escher ha preso spunto dai disegni geometrici dell’Alhambra, conosciuti durante alcuni viaggi a Granada, per le sue opere. 
Uno dei pezzi più celebri del repertorio per chitarra, composto da Francisco Tárrega, si intitola Recuerdos de la Alhambra. 

### Giochi da tavolo
Nel 2003 la casa editrice tedesca di giochi Queen Games ha pubblicato Alhambra, un gioco da tavolo in stile tedesco di Dirk Henn; il gioco ha vinto vari premi, tra cui il prestigioso Spiel des Jahres nel 2003.